# How I Got Over
Albums de The Roots
Rising Down
(2008) Wake Up!
(2010)
Singles
1. How I Got Over
Sortie : 25 juin 2009
2. Dear God 2.0
Sortie : 22 mai 2010
3. The Fire
Sortie : 1er juin 2010

How I Got Over est le neuvième album studio des Roots, sorti le 22 juin 2010.

## Contenu
Cet album mêle des éléments musicaux empruntés au jazz, à la soul, au rock indépendant et au gospel, et les thèmes abordés dans les paroles sont l'existentialisme, la persévérance et la société moderne.

## Critique et succès commercial
L'album a été acclamé par la critique en raison de son éclectisme, de la cohérence de son style, de la profondeur des textes et de la qualité des featurings. Le site Metacritic lui a attribué le score de 86 sur 100, basé sur 22 commentaires « acclamations générales ».
L'album s'est classé 3e au Top Rap Albums et 6e au Billboard 200 avec 51 000 exemplaires vendus la première semaine.
Il a été nommé pour le Grammy Award 2010 du « meilleur album de rap ».

## Liste des titres
| No  | Titre                                                                        | Contient un (des) sample(s) de                                                                             | Durée |
| --- | ---------------------------------------------------------------------------- | --- | ----- |
| 1.  | A Peace of Light (featuring Amber Coffman, Angel Deradoorian et Haley Dekle) | | 1:50  |
| 2.  | Walk Alone (featuring Truck North, P.O.R.N. et Dice Raw)                     | Whole Lotta Love de Tina Turner                                                                            | 3:55  |
| 3.  | Dear God 2.0 (featuring Monsters of Folk)                                    | Dear God (Sincerely M.O.F.) des Monsters of Folk                                                           | 3:52  |
| 4.  | Radio Daze (featuring Blu, P.O.R.N. & Dice Raw)                              | | 4:16  |
| 5.  | Now or Never (featuring Phonte et Dice Raw)                                  | | 4:34  |
| 6.  | How I Got Over (featuring Dice Raw)                                          | Switchblade Theme de Ralph Carmichael                                                                      | 3:36  |
| 7.  | DillaTUDE: The Flight of Titus                                               | | 0:42  |
| 8.  | The Day (featuring Blu, Phonte et Patty Crash)                               | The Book of Right-On de Joanna Newsom                                                                      | 3:44  |
| 9.  | Right On (featuring Joanna Newsom et STS)                                    | I'm Chief Kamanawanalea (We're the Royal Macadamia Nuts) des Turtles The Book of Right-On de Joanna Newsom | 3:36  |
| 10. | Doin' It Again                                                               | Again de John Legend                                                                                       | 2:24  |
| 11. | The Fire (featuring John Legend)                                             | Momma Miss America de Paul McCartney                                                                       | 3:41  |
| 12. | Tunnel Vision                                                                | | 0:40  |
| 13. | Web 20/20 (featuring Peedi Peedi et Truck North)                             | Let the Drums Speak du Fatback Band                                                                        | 2:46  |
| 14. | Hustla (featuring STS)                                                       | Baby de Major Lazer featuring Prince Zi                                                                    | 2:56  |